# Висока Гора (Березинський район, Погостівська сільська рада)
Висока Гора (біл. вёска Высокая Гара) — село в складі Березинського району Мінської області, Білорусь. Село підпорядковане Погостівській сільській раді, розташоване в східній частині області.